# Matej Jonjić
Matej Jonjić est un footballeur croate né le 29 janvier 1991 à Split. Il évolue au poste de défenseur central à Incheon United.

## Biographie

### En club
Matej Jonjic joue en Croatie, en Corée du Sud, et au Japon.
Il dispute quatre matchs en Ligue Europa avec le club d'Hajduk Split. Il inscrit cinq buts en première division japonaise en 2017.

### En équipe nationale
Avec les moins de 19 ans, il participe au championnat d'Europe des moins de 19 ans en 2010. Lors de cette compétition, il joue deux matchs, contre le Portugal et la France. La Croatie atteint les demi-finales du tournoi.

## Palmarès
- Finaliste de la Coupe de Corée du Sud en 2015 avec Incheon United
- Vainqueur de la Coupe de la Ligue japonaise en 2017 avec le Cerezo Osaka